# میسفیت (دی‌سی کامیکس)
میسفیت (به انگلیسی: Misfit) با نام اصلی شارلوت «چارلی» گیج-رادکلیف، یک شخصیت خیالی ابرقهرمان در کتاب‌های کامیک آمریکایی منتشر شده توسط دی‌سی کامیکس است. او برای اولین بار در شمارهٔ ۹۶ پرندگان شکاری (سپتامبر ۲۰۰۶) حضور پیدا کرد که نقش شخصیت تقلیدگر بت‌گرل را، قبل از هویت اصلی خود (میسفیت) ایفا می‌کرد.

## زندگی‌نامه ساختگی شخصیت
شارلوت «چارلی» گیج-رادکلیف همراه با مادر و خواهر و برادر نوزاد خود در آپارتمانی واقع در یکی از بدترین محله‌های کلانشهری زندگی می‌کرد. او هرگز پدرش را ندیده بود. چارلی از سنین پایین از این مسئله آگاه بود که دارای توانایی‌های ابرانسانی است، اما به ندرت از آن‌ها استفاده می‌نمود، زیرا این قدرت‌ها مادرش را ناراحت می‌کرد. او طرفدار دو آتشه باربارا گوردون (بت‌گرل) بود.

## توانایی‌ها
او دارای توانایی دورنوردی به مکان‌های دلخواه خود است و به شکل یک دود صورتی/بنفش در نقاط مد نظر خود ظاهر و ناپدید می‌شود. او این قدرت را «باونسینگ» می‌نامد. اما اگر او موجود زنده‌ای را همراه خود دورنوردی کند، در این سفر زنده نخواهد ماند. میسفیت در برابر آشکارساز حرکت نامرئی است، حتی مقابل دستگاه‌هایی که به منظور ردیابی حضور بازدیدکنندگان نامشهود و لمس‌ناپذیر طراحی شده‌اند. او همچنین دارای درجاتی جزئی از قابلیت زوددرمانی است.